# Aramides axillaris
La cotara cuellirrufa o rascón cuello rufo, (Aramides axillaris) es una especie de ave gruiforme de la familia Rallidae. Es nativo de Belice, Colombia, Costa Rica, Ecuador, El Salvador, Guatemala, Guyana Francesa, Guyana, Honduras, México, Nicaragua, Panamá, Perú, Suriname, Trinidad y Tobago y Venezuela.  Su hábitat consiste de bosque tropical y subtropical y manglares. 
No tiene subespecies reconocidas.